# تيساف
تيساف هي قرية مغربية تنتمي لإقليم بولمان، جنوبي مدينة فاس. تضم هذه البلدة 9.444 ساكنا حسب إحصاء 2004.

## دواوير جماعة تيساف
- عيوش.
- ولاد احمد.
- ولاد امحمد.
- القصر الجديد.
- بوسحابة.
- الحمرية.
- ولاد الحاج المدني.
- دوار اولاد الحاج احميدة (يعرف أيضا بقصر العين)
- دوار اولاد بوزيان وهو أكبر الدواوير واهمها داخل الجماعة